# Planul S
Planul S reprezintă o inițiativă de publicare științifică cu acces deschis, lansată în 2018 de „cOAlition S”, un consorțiu format din agenții naționale de cercetare și finanțatori din douăsprezece țări europene.un consorțiu format din agenții naționale de cercetare și finanțatori din douăsprezece țări europene. Litera „S” din „Planul S” vine de la „șoc”.
Conform datelor din 2017, Plan S va acoperi aproximativ 6% din articolele de cercetare la nivel global, inclusiv în jur de o treime din articolele publicate în Nature și Science. Editorii principali intenționau să respecte acest mandat oferind autorilor opțiuni de acces deschis. 

## Principii
Lansat în 2018, Planul se bazează pe zece principii. Principiul central stipulează că, până în 2021, cercetările finanțate prin granturi publice sau private trebuie să fie publicate în reviste sau pe platforme cu acces deschis, sau să fie disponibile imediat în arhivele cu acces deschis, fără perioade de embargo. Cele zece principii sunt:
1. Autorii ar trebui să păstreze drepturile de autor asupra publicațiilor lor, care trebuie să fie publicate sub o licență deschisă, cum ar fi Creative Commons.
2. Membrii coaliției ar trebui să stabilească criterii și cerințe clare pentru revistele
3. platformele cu acces deschis și să ofere stimulente pentru dezvoltarea acestora, în cazul în care nu există deja.
4. Taxele de publicare ar trebui să fie acoperite de finanțatori sau universități, nu de cercetători individuali
5. aceste taxe ar trebui standardizate și plafonate.
6. Universitățile, organizațiile de cercetare și bibliotecile ar trebui să-și alinieze politicile și strategiile.
7. Pentru cărți și monografii, termenul limită poate fi extins dincolo de 2021.
8. Arhivele și depozitele deschise sunt recunoscute ca fiind foarte importante.
9. Revistele hibride cu acces deschis nu respectă principiul fundamental al planului.
10. Membrii coaliției ar trebui să monitorizeze și să sancționeze nerespectarea acestor principii.

În octombrie 2023, CoAlition S a lansat o propunere care „ar remodela publicarea științifică fără taxe de autor” (diamond open access).

## Ghid specific de implementare

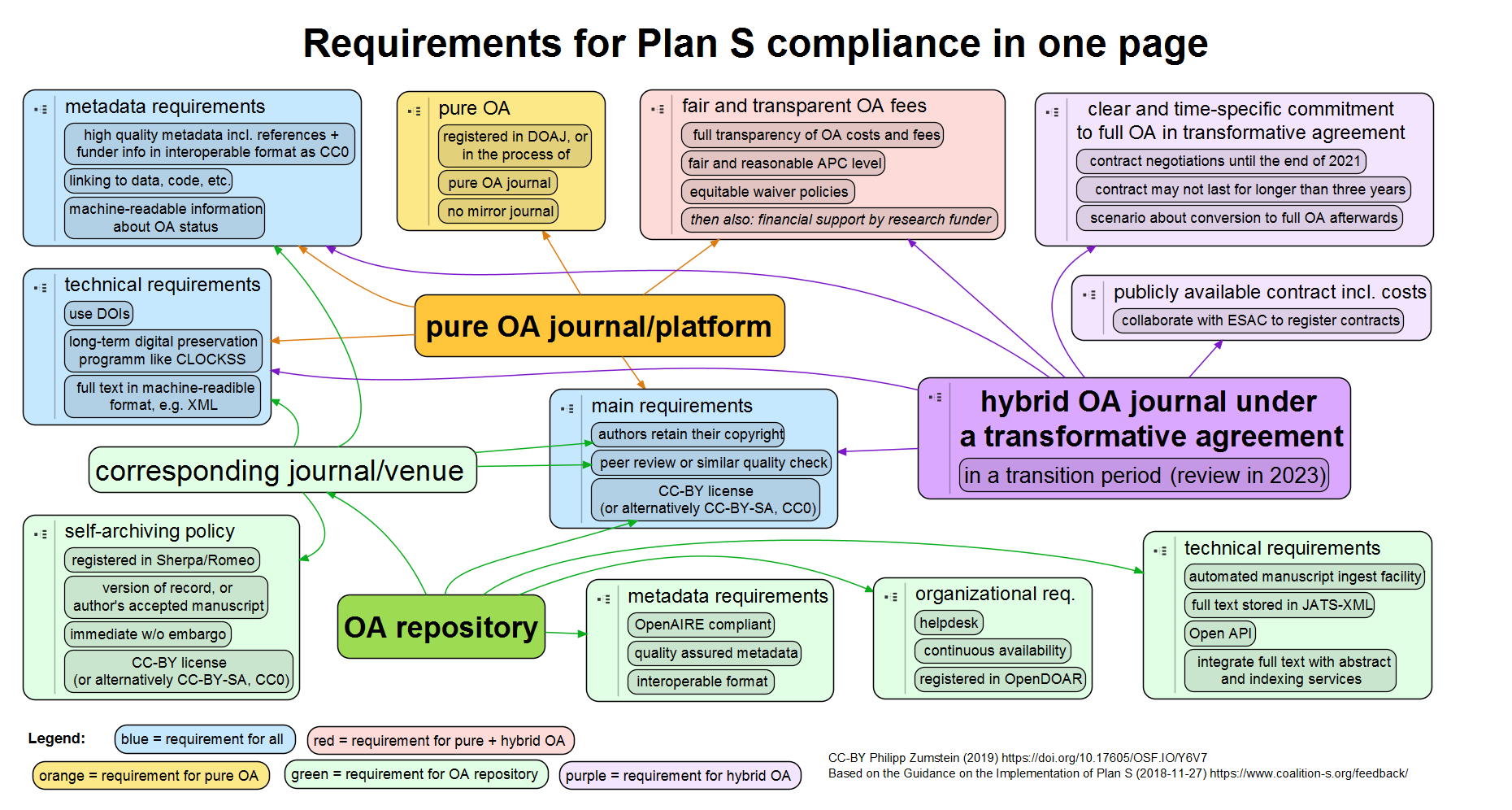
Diagrama cerințelor Planului S (ianuarie 2019)

Un grup de lucru al Science Europe, condus de John-Arne Røttingen ( RCN ) și David Sweeney ( UKRI ), a elaborat un ghid specific de implementare privind principiile Planului S, lansat la 27 noiembrie 2018. Elaborarea ghidului de implementare s-a bazat, de asemenea, pe contribuțiile părților interesate, cum ar fi instituții de cercetare, cercetători, universități, finanțatori, organizații de caritate, editori și societatea civilă.

### Perioada de tranziție
În timpul unei perioade de tranziție, va rămâne permisă publicarea în așa-numitele reviste transformative, definite ca reviste hibride care sunt acoperite de un acord pentru a deveni un loc cu acces complet deschis. Contractele unor astfel de acorduri transformatoare trebuie să fie puse la dispoziția publicului (inclusiv costurile) și nu pot dura mai mult de 2023.

### Acces verde deschis
Publicarea în orice jurnal va continua să fie permisă, cu condiția ca o copie a manuscrisului acceptat de jurnal sau a articolului publicat final să fie depozitată într-un depozit aprobat cu acces deschis ( verde acces deschis ) fără embargo asupra accesului. și cu licență CC BY. Ca parte a strategiei de păstrare a drepturilor, Coaliția S intenționează să anuleze politicile jurnalelor care ar interzice acest lucru. Din octombrie 2021, acest lucru a fost făcut pentru peste 500 de lucrări publicate în diferite locații. 

### Licențiere și drepturi
Pentru a reutiliza conținutul academic, trebuie acordat credit autorilor, iar publicațiilor trebuie să li se acorde o licență universală, fără drepturi de autor, neexclusivă și irevocabilă pentru a partaja și adapta lucrarea în orice scop, inclusiv comercial. Articolele academice trebuie publicate sub o licență Creative Commons Attribution CC BY 4.0 sau, alternativ, CC BY-SA 4.0 Share-alike sau CC0 Public Domain. În special, acest lucru le permite să fie utilizate în Wikipedia. 

### Criterii obligatorii pentru reviste și platforme cu acces deschis
Jurnalele și platformele cu acces deschis trebuie să îndeplinească următoarele criterii pentru a fi în conformitate cu Planul S:
- Tot conținutul academic trebuie să fie accesibil imediat după publicare, fără nicio întârziere și să fie citit și descărcat gratuit, fără niciun fel de obstacole tehnice sau de altă natură.
- Conținutul trebuie publicat sub CC BY, CC BY-SA sau CC0.
- Jurnalul/platforma trebuie să implementeze și să documenteze un sistem solid de revizuire conform standardelor din cadrul disciplinei și conform standardelor Comitetului pentru Etica în Publicație (COPE).
- Jurnalul/platforma trebuie să fie înscrisă în Directory of Open Access Journals (DOAJ) sau să fie în stare de înregistrare.
- Trebuie oferite scutiri de taxe pentru procesarea automată a articolelor pentru autorii din țările cu venituri mici și reducerile pentru autorii din țările cu venituri medii.
- Detaliile despre costurile de publicare (inclusiv costurile directe, costurile indirecte și potențialul excedent) care afectează taxele de publicare trebuie să fie transparente și să fie disponibile în mod deschis pe site-ul revistei/platforma de publicare.
- DOI-urile trebuie utilizate ca identificatori permanenți.
- Strategie de conservare digitală pe termen lung prin depunerea conținutului într-un program de arhivare precum LOCKSS /CLOCKSS.
- Accesibilitatea textului complet într-un format care poate fi citit de mașină (de exemplu, XML / JATS ) pentru a promova Text and Data Mining (TDM).
- Link către date brute și cod în depozite externe.
- Furnizați metadate la nivel de articol și referințe citate de înaltă calitate și care pot fi citite de mașină în cadrul unei dedicatii domeniului public CC0.
- Încorporați informații care pot fi citite de mașină despre starea accesului deschis și licența articolului.

Jurnalele în oglindă, care combină o parte bazată pe abonament cu o parte cu acces deschis, sunt considerate reviste hibride de facto. Aceste jurnale nu respectă Planul S, cu excepția cazului în care fac parte dintr-un acord de transformare.

### Feedback public
Ghidul de implementare a fost deschis pentru feedback general până la 8 februarie 2019. La 31 mai 2019, coAliția S a publicat o versiune actualizată a ghidului de implementare, în lumina feedback-ului primit în timpul consultării.

## COALIȚIA S
Unii comentatori au sugerat că adoptarea Planului S într-o regiune ar încuraja adoptarea acestuia în alte regiuni.

### Organizațiile membre
La data de October 2018, organisations in the coalition behind Plan S included:
- Australia: National Health and Medical Research Council;[17]
- Austria: Austrian Science Fund;
- Finland: Academy of Finland;[18]
- France: Agence nationale de la recherche;
- Ireland: Science Foundation Ireland;
- Italy: Istituto Nazionale di Fisica Nucleare;
- Canada: Québec Research Funds;[19]
- Luxembourg: Luxembourger National Research Fund;
- Netherlands: Netherlands Organisation for Scientific Research;
- Norway: Research Council of Norway;
- Poland: National Science Centre;
- Portugal: Fundação para a Ciência e Tecnologia;[20]
- Slovenia: Slovenian Research Agency;
- South Africa: South African Medical Research Council;[21]
- Sweden: Swedish Research Council for Sustainable Development (Formas);Swedish Research Council for Health, Working Life and Welfare (Forte);[16] Vinnova.[22]
- Switzerland: Swiss National Science Foundation (SNSF);[23]
- Jordan:[24] Higher Council for Science and Technology[25][26]
- United Kingdom: United Kingdom Research and Innovation; Wellcome Trust[27]
- United States: Gates Foundation;[27][28] Howard Hughes Medical Institute; Templeton World Charity Foundation[29]
- Zambia: National Science and Technology Council (NSTC)[30]

Planul S este susținut și de:
- Comisia Europeană,[31]
- Organizația Mondială a Sănătății[32]

### Organizații care s-au retras sau au refuzat să se alăture
În octombrie 2018, Oficiul pentru Politică în Știință și Tehnologie (OSTP) a clarificat că finanțatorii federali din SUA nu se vor alătura Planului S. Într-un interviu cu Institutul American de Fizică, publicat pe 30 aprilie 2019, directorul OSTP, Kelvin Droegemeier, a afirmat despre Planul S: „Unul dintre lucrurile pe care acest guvern nu le va face este să le dicteze cercetătorilor unde trebuie să-și publice lucrările. Aceasta este o decizie care revine exclusiv savantului care face publicația. Nu există nicio îndoială în această privință.
În 2018, Jubilee Fond (RJ) al Suediei Riksbank a fost membru, dar a părăsit coaliția în 2019, după îngrijorările legate de termenele Planului S.
La 25 octombrie 2019, Vijay Raghavan a anunțat că India nu se va alătura cOAlition S, în ciuda comentariilor sale de susținere la începutul aceluiași an.
Consiliul European de Cercetare a sprijinit inițial cOAlition S în 2018, dar și-a retras sprijinul în iulie 2020.

## Reacții

### Reacții instituționale
Au fost emise următoarele declarații instituționale de sprijin:
- African Academy of Sciences (AAS)[39]
- All European Academies (ALLEA)[40]
- Chinese Ministry of Science and Technology[41][42]
- Confederation of Open Access Repositories[43][44]
- Council of Australian University Librarians and the Australasian Open Access Strategy Group[45]
- DARIAH-EU[46]
- Deutsche Forschungsgemeinschaft[47]
- EU-Life[48]
- Eurodoc[49]
- European Molecular Biology Organization (EMBO)[50]
- European University Association[51]
- Faculty of 1000[52]
- Fair Open Access Alliance[53] Alte recomandări detaliate pentru punerea în aplicare a Planului S au fost publicate la 19 octombrie 2018 de către consiliul de administrație al FOA..[54]
- Portuguese Foundation for Science and Technology (FCT)[55]
- Declarația comună a 113 instituții din 37 de națiuni și 5 continente, afirmând că există o aliniere puternică între abordările adoptate de OA2020, Planul S, apelul Jussieu pentru Știință Deschisă și bibliodiversitate, și altele pentru a facilita o tranziție completă la acces deschis imediat[56][57]
- League of European Research Universities (LERU)[58]
- Ligue des Bibliothèques Européennes de Recherche (LIBER)[59]
- Marie Curie Alumni Association[49]
- National Institute for Health Research (NIHR)[60]
- National Natural Science Foundation of China[41]
- National Science and Technology Library (NSTL), China[41]
- National Science Library (NSL), China[41]
- Netherlands Organisation for Health Research and Development (ZonMw)[61]
- Open Access Scholarly Publishers Association (OASPA)[62]
- OpenAIRE[63]
- SPARC Europe[64]
- Swedish Research Council[65]
- Young Academy of Europe[66][49]
- Young European Research Universities Network (YERUN)[67]
- Infrastructura de Cercetare Digitală pentru Arte și Științe Umaniste (DARIAH) a aprobat, la 25 octombrie 2018, principalele ambiții stabilite de Planul S, și anume eliminarea paywall-urilor, păstrarea drepturilor de autor, și respingerea modelelor hibride de publicare cu acces deschis.[46] DARIAH a publicat recomandări[68] pentru implementarea practică a principiilor Planului S. DARIAH a perceput o prejudecată puternică față de perspectiva STEM în cadrul principiilor actuale ale Planului S, și a solicitat o gamă mai largă de mecanisme de finanțare a publicării pentru a acoperi mai bine situația cercetătorilor din domeniul artelor și științelor umaniste. DARIAH a fost înființată ca European Research Infrastructure Consortium (ERIC) în august 2014, iar La data de 1 ianuarie 2019 a avut 17 țări membre și mai mulți parteneri cooperanți în opt țări terțe.[69]
- European University Association (EUA) a publicat la 7 septembrie 2018 o declarație în care a salutat, în general, ambițiile Planului de a transforma accesul liber în realitate până în 2020, dar a afirmat că, în timp ce planul a dezvoltat o viziune îndrăzneață pentru tranziție, s-a bazat pe transformarea principiilor în practică.[70]
- bibliotecile semnatare ale OA2020 din China continentală au avut o întâlnire la 26 martie 2019 la Biblioteca Națională de Științe, Academia Chineză de Științe din Beijing, la care și-au clarificat poziția cu privire la Planul S.[71]

### Reacțiile cercetătorilor
Reacțiile au inclus o scrisoare deschisă, semnată de peste 1.790 de cercetători, în care aceștia își exprimau îngrijorările legate de rezultatele neintenționate percepute ale Planului, dacă acesta ar fi implementat conform declarațiilor anterioare publicării ghidului specific de implementare. O altă scrisoare deschisă, în sprijinul accesului deschis obligatoriu, a fost emisă după publicarea ghidului de implementare și a fost semnată de peste 1.900 de cercetători până la sfârșitul anului 2018. Cu toate acestea, aceasta nu a menționat în mod specific Planul S.
Stephen Curry, biolog structural și avocat al accesului deschis la Imperial College London, a descris politica ca fiind o „schimbare semnificativă” și „o declarație foarte puternică”. Ralf Schimmer, șeful Serviciului de informații științifice la Biblioteca digitală Max Planck, a declarat pentru The Scientist că „Acest lucru va exercita o presiune suplimentară asupra editorilor și asupra conștiinței cercetătorilor individuali, subliniind că o schimbare a ecosistemului este posibilă... A existat un limbaj destul de optimist și se aștepta, sperând, spunând că, pur și simplu, comunitățile de cercetare nu mai sunt dispuse să tolereze amânările.” Activistul politic George Monbiot – deși a recunoscut că planul „nu era perfect” – a scris în The Guardian că răspunsurile editorilor la Plan S au fost „balistice” și a subliniat că reacția lui Elsevier în legătură cu Wikipedia „ne amintește, din neatență, de ceea ce s-a întâmplat cu enciclopediile comerciale”. El a adăugat că, până la implementarea Planului S, „alegerea etică este de a citi materialul furat publicat de Sci-Hub”. Herpetologul Malcolm L. McCallum a sugerat că știința necesită o diversitate de tipuri de publicații pentru a răspunde nevoilor întregii comunități științifice.
Politicile Individual Plan S au primit, de asemenea, o primire mixtă din partea cadrelor universitare. De exemplu, Strategia de păstrare a drepturilor a fost promovată cu entuziasm de profesorul de neuroștiințe de la Cambridge, Stephen Eglen, deoarece poate fi folosită de oricine pentru a-și face munca deschisă. În schimb, biochimistul computațional Lynn Kamerlin a criticat Strategia de păstrare a drepturilor pentru că, deși ar crea obligații pentru beneficiari, nu era clar dacă va crea obligații legale pentru editori. În mod similar, Shaun Khoo a susținut că Strategia de păstrare a drepturilor este o abordare complexă care creează o povară nerealistă pentru autori și poate produce risc juridic pentru autori, instituții și cititori.

### Reacții ale revistelor și editorilor
Planul a fost inițial întâmpinat cu opoziția unui număr de editori de reviste fără acces deschis, precum și a societăților învățate. Springer Nature „a îndemnat agențiile de finanțare a cercetării să se alinieze mai degrabă decât să acționeze în grupuri mici în moduri care sunt incompatibile între ele și ca factorii de decizie să ia în considerare și această viziune globală”, adăugând că eliminarea opțiunilor de publicare de la cercetători „nu reușește luați în considerare acest lucru și subminează eventual întregul sistem de publicare a cercetării”. AAAS, editorul revistei Science, a susținut că Plan S „nu va sprijini evaluarea inter pares, publicarea și diseminarea cercetării de înaltă calitate” și că implementarea sa „ar perturba comunicările academice, ar fi un deserviciu pentru cercetători și ar afecta libertatea academică „și „ar fi, de asemenea, nesustenabile pentru familia de reviste Science”. Tom Reller de la Elsevier a spus: „Dacă credeți că aceste informații ar trebui să fie gratuite, mergeți la Wikipedia”.
La 12 septembrie 2018, UBS și -a repetat sfatul de „vânzare” cu privire la acțiunile Elsevier (RELX). Prețul acțiunilor Elsevier a scăzut cu 13% între 28 august și 19 septembrie 2018.
Potrivit Open Access Scholarly Publishers Association ( OASPA ), al cărei scop este de a transforma modelul de afaceri al celor mai mari editori (prin sprijinirea proiectelor precum Project DEAL ), Plan S pune editorii mai mici și emergenti cu acces complet deschis într-un dezavantaj competitiv și, potențial, le dăunează perspectivelor. Editorii cu acces deschis „Pure golden” pot fi scoși din activitate, stimulând autorii să publice cu edituri mari care au puterea de piață de a-și negocia planurile de tranziție cu finanțatorii, în timp ce autorilor nu sunt oferite stimulente pentru a publica cu editori mai mici cu acces complet deschis și societățile academice.

### Modificări ale politicilor de către reviste și editori
La 28 noiembrie 2018, revista Epidemiology and Infection publicată de Cambridge University Press a anunțat că va trece la modelul de publicare cu acces deschis începând cu 1 ianuarie 2019, invocând politicile de finanțare modificate și Plan S.
La 8 aprilie 2020, Springer Nature a anunțat că multe dintre revistele sale, inclusiv Nature, vor deveni compatibile cu Plan S prin publicarea articolelor cu acces deschis din 2021 și angajându-se la o eventuală tranziție la accesul complet deschis.
La 15 ianuarie 2021, AAAS, care publică Science, a anunțat o politică de probă OA care se adaptează regulilor de acces deschis verde ale Plan S. Această politică permite distribuirea versiunii acceptate a unui articol sub o licență gratuită, fără embargo și fără taxă. Cu toate acestea, acest lucru este permis numai autorilor care sunt sub mandat de către finanțatorii lor Coalition S.
În februarie 2021, peste 50 de editori, inclusiv Elsevier, Wiley și Springer Nature, și-au anunțat dezacordul față de strategia de păstrare a drepturilor a Coalition S. Mai precis, Springer Nature și-a anunțat intenția de a depăși această strategie, făcându-i pe autori să semneze o licență în acest sens.

### Modificări ale politicii de către organizațiile membre
În 2024, Fundația Gates a anunțat o politică de acces deschis „centrată pe preprintare” și intenția lor de a opri plata taxelor de procesare a articolelor. Această politică nu este „în întregime în conformitate cu coAlition S”, deoarece nu impune ca un manuscris acceptat să fie accesibil în mod deschis.